# Eleazaro Maccabeo
Eleàzaro Maccabeo (in ebraico : אלעזר המכבי Eleazar HaMakabi), noto anche come Eleazaro Auaràn,  o Eleazaro Hachorani o Chorani (in ebraico אלעזר החורני Eleazar HaChorani) (... – 162 a.C.) era il quarto figlio di Mattatia e il fratello minore di Giuda Maccabeo.

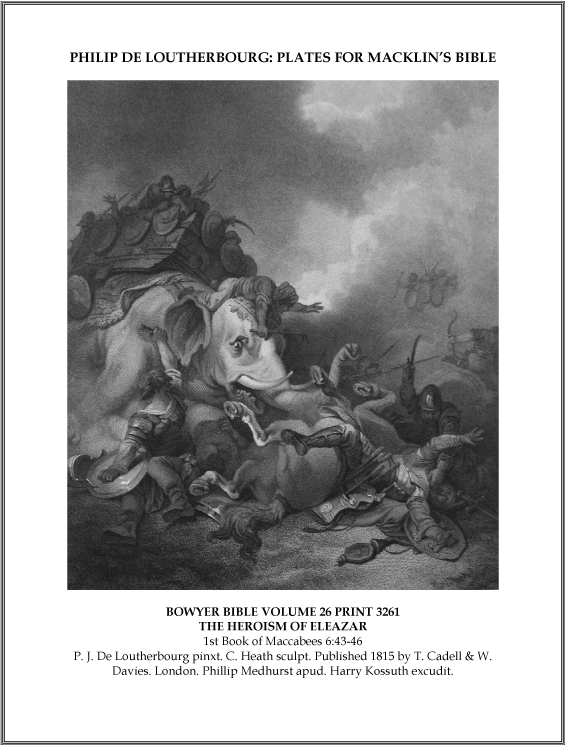
L'eroismo di Eleazaro, targa incisa nella Bibbia Macklin da un dipinto di Philip James de Loutherbourg, 1815

Fu ucciso nella battaglia di Bet-Zaccaria (Maccabei) durante la rivolta dei Maccabei. 
Poco si sa di lui, tranne la sua morte eroica come è stato detto. Secondo il rotolo di Antioco, suo padre vide in lui uno Zelote tra i fanatici, come Fineas. In Maccabei si dice che Eleazaro lesse dal Tanakh di fronte al popolo appena prima dell'inizio dell'ultima battaglia in Maccabei. 

## Morte
Secondo Maccabei, durante la battaglia di Beit Zaccaria, Eleazaro identificò un elefante da guerra che riteneva portasse il re seleucide Antioco V, a causa della speciale armatura che bardava l'elefante. Decise di mettere in pericolo la sua vita attaccando l'elefante e conficcandogli una lancia nel ventre. L'elefante morto collassò su Eleazaro, uccidendolo. Nonostante questo sforzo eroico, il più piccolo esercito ebraico fu sconfitto. Flavio Giuseppe scrisse che Eleazaro, sebbene avesse ucciso molti soldati nemici, non ottenne alcun effetto reale oltre al nome che si fece. In un'altra variante di questa storia, che appare nel Megillat Antiochus, il corpo di Eleazaro venne scoperto dopo essere affondato negli escrementi di un elefante.

## Auaran

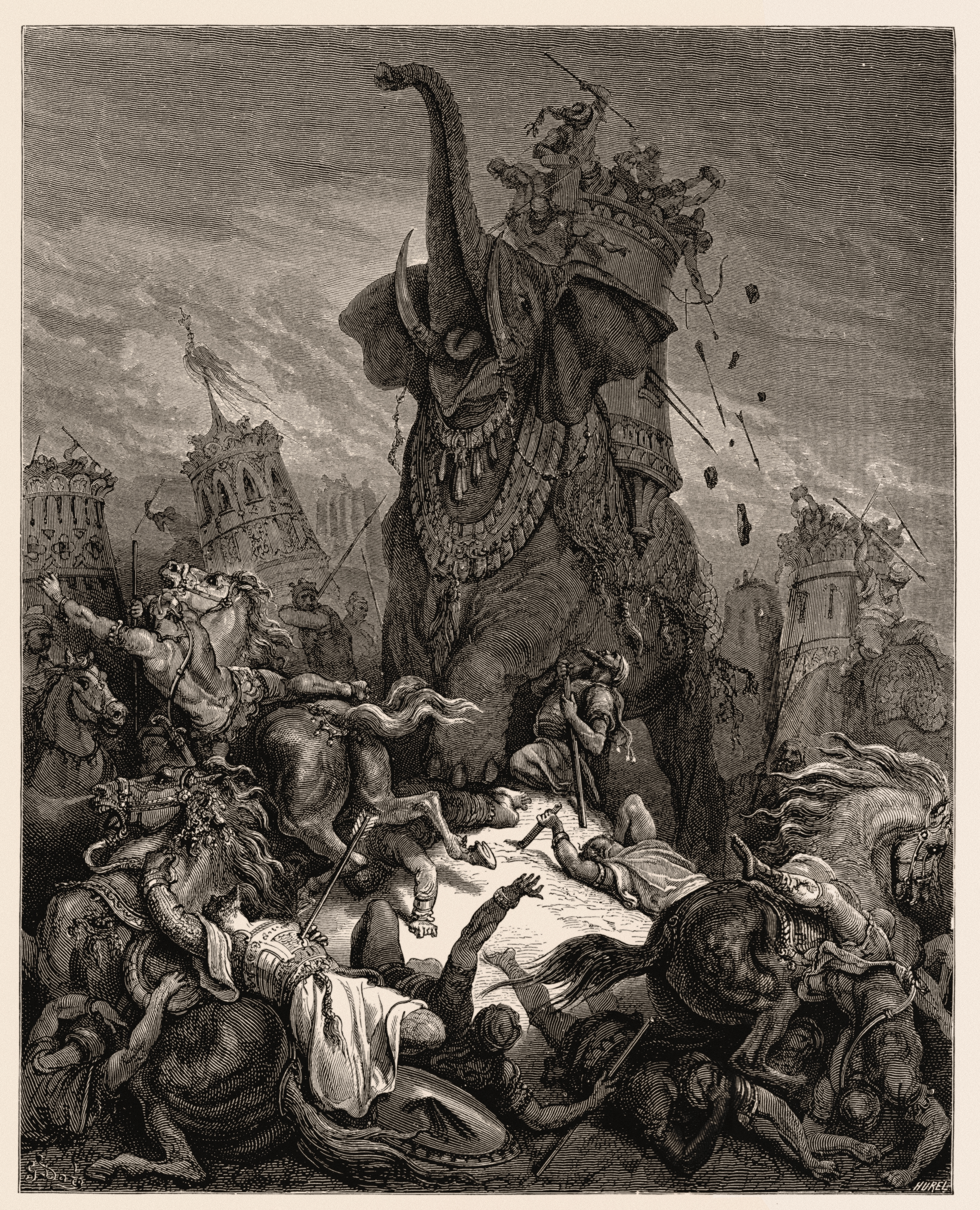
Morte di Eleazaro (illustrazione di Gustave Doré, 1866)

A tutti i membri della famiglia di Mattatia furono dati soprannomi oltre ai loro nomi personali, come si può vedere in Maccabei (ad esempio, a Giuda fu dato il nome 'ha'Makabi', che significa 'il martello'.) A Eleazaro fu dato il nome "Auaran", che è stato interpretato come "colui che trafigge" (in riferimento alla sua morte) o "essere bianco" (in riferimento alla sua carnagione chiara).

## Commemorazione
La morte di Eleazaro fu un soggetto popolare per l'arte nel Medioevo, dove le fu dato un significato tipologico come prefigurazione del sacrificio di Cristo per l'umanità. La possibilità di ritrarre un elefante è stata apprezzata anche dagli artisti, anche se, poiché la maggior parte non ne aveva mai visto uno, i risultati sono spesso molto strani. È anche raffigurato in un dipinto dell'artista francese del XIX secolo Gustave Doré. 
L'insediamento israeliano, Elazar, a Gush Etzion, vicino al luogo della battaglia di Bet-Zaccaria, prende il nome da lui. Inoltre ci sono strade a lui intitolate a Gerusalemme e a Tel Aviv.